# 新井佑典
新井 佑典（あらい ゆうすけ、1985年11月11日 - ）は、日本の俳優、ダンサー、プロレスラー。ハルク・エンタテイメント所属。PICRE専属モデル。東京都江戸川区出身。
2022年にはJTOからプロレスラーデビューしている。リングネームは「ARA（エー・アール・エー）」。

プロレスラーの安部行洋とは幼馴染で同級生。

## 出演

### TV
- NHK「パフォー」
- NHK「おかあさんといっしょ」X'masスペシャル
- TBS 「恋愛ニート」 - レギュラー社員 役
- TBS 「コレってアリですか？」 - 不良生徒 役
- TBS 「週刊EXILE」劇団EXILE - 小澤雄太特集
- TBS 「インビジブル」 - 上島 役
- CX 「ラストシンデレラ」 - 第5話 勇介の手下 役
- CX 「極悪がんぼ」 - 第7話 借金取り立て屋 役
- TX 「クローバー」 - 第2、3話 白滝高校不良生徒 役
- NOTTV「熱血硬派くにおくん」 - 武赦紋漸メンバー 役
- TBS「ペンディングトレイン」日高隆一 役

### 映画
- 「クローズEXPLODE」 - 強羅グループメンバー 役 監督：豊田利晃
- 「半グレVSやくざ２」 - タイラントメンバー 役 監督：佐藤太
- 「新宿スワン」 - バーストスカウトマン 役 監督：園子温
- 「新宿スワンⅡ」 - バーストスカウトマン 役 監督：園子温
- 「ツーアウトフルベース」監督：藤澤浩和 2022年3月25日公開

### ネット番組
- AbemaTV「チャンスの時間」2021.10.10 O.A

### CM
- 「ケンタッキーフライドチキン」
- 「フレッシュライトヘアカラー」ダンスバトル篇
- 「ライフ」
- 「バスクリンニョッキ」

### PV
- シェネル「フォール･イン･ラブ」 - ダンサー 役
- DJ OZMA「超!!」
- MELLOW YELLOW「TOP ROCK」LIVE&PV
- YA-KYIM「恋のABO」
- m-flo「SOUND BOY THRILLER feat LISA」

### LIVE
- 青木隆治 日本武道館LIVE バックダンサー